# Fate: The Best of Death
Fate: The Best of Death – kompilacja nagrań amerykańskiej grupy deathmetalowej Death. Wydany został w 1992 roku.

## Lista utworów
1. „Zombie Ritual” – 4:32 (Scream Bloody Gore)
2. „Together as One” – 4:08 (Human)
3. „Open Casket” – 4:56 (Leprosy)
4. „Spiritual Healing” – 7:45 (Spiritual Healing)
5. „Mutilation” – 3:28 (Scream Bloody Gore)
6. „Suicide Machine” – 4:22 (Human)
7. „Altering the Future” – 5:36 (Spiritual Healing)
8. „Baptized in Blood” – 4:30 (Scream Bloody Gore)
9. „Left to Die” – 4:38 (Leprosy)
10. „Pull the Plug” – 4:27 (Leprosy)